# 프리메트로

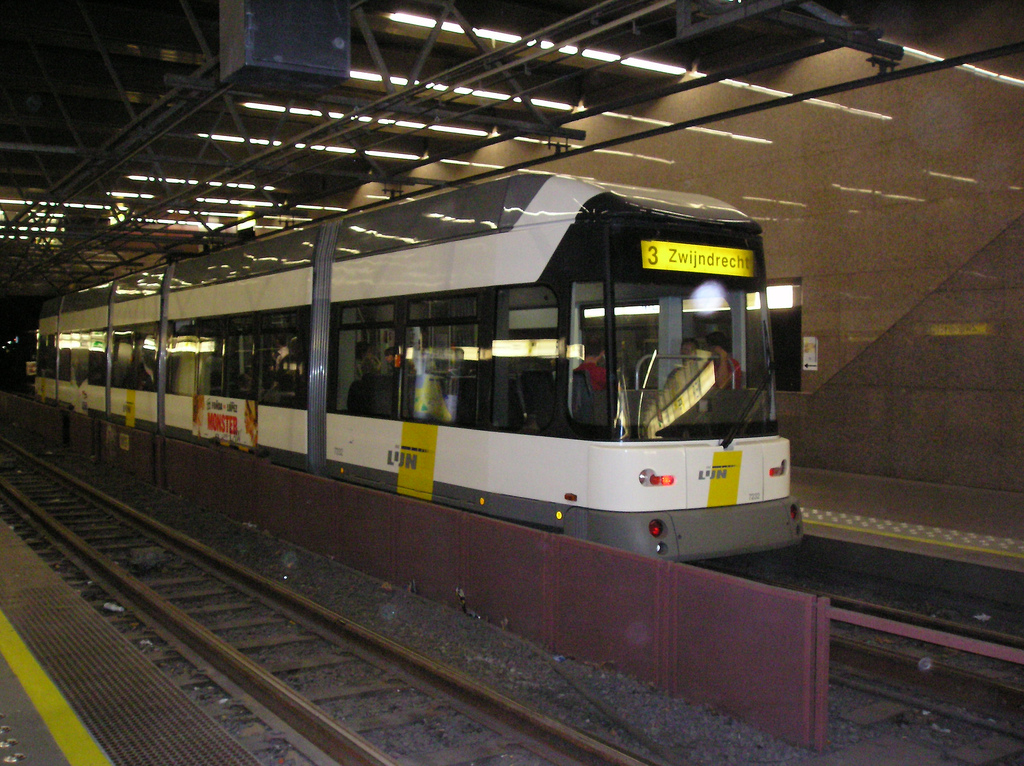
안트베르펜 프레메트로

프리메트로(premetro)는 노면 전차와 지하철 중간 쯤인 교통수단이다.

## 프리메트로 목록
- 프리메트로 (부에노스아이레스)
- 안트베르펜 프레메트로
- 브뤼셀 프레메트로
- 샤를루아 메트로

## 같이 보기
- 중형철도수송시스템
- 노면전차